# Stazione di Verzuolo
Stazione di Verzuolo vasútállomás Olaszországban, Verzuolo településen.

## Vasútvonalak
Az állomást az alábbi vasútvonalak érintik:
- Savigliano–Saluzzo–Cuneo-vasútvonal

## Kapcsolódó állomások
A vasútállomáshoz az alábbi állomások vannak a legközelebb:
- Stazione di Manta
- Stazione di Costigliole Saluzzo